# Ariana Richards
Ariana Clarice Richards (Healdsburg, California, 11 de septiembre de 1979) es una exactriz y pintora profesional estadounidense, más conocida por haber interpretado a Lex Murphy en Parque Jurásico y a Carol Wetherby en Prancer.

## Biografía
Ariana Richards es hija de Darielle, una representante de relaciones públicas y productora cinematográfica, y Gary Richards. Su hermana Bethany también es actriz. Es descendiente de irlandeses e italianos y entre sus antepasados se cuenta el pintor del Renacimiento Carlo Crivelli.
Se graduó del Skidmore College, obteniendo un grado en Bellas Artes y Drama, así como un reconocimiento especial por su promedio. Luego continuó instruyéndose en el Art Center College of Design en Pasadena, California, asistiendo asimismo a la Western Oregon University.

## Actuación
Richards hizo su debut como actriz en Into the Homeland en 1987, una película para televisión que protagonizó Powers Boothe. Sin embargo, su aparición más notable fue como Lex Murphy en Parque Jurásico; en la continuación, The Lost World: Jurassic Park, volvió a interpretar nuevamente dicho personaje, aunque lo hizo de forma breve. De igual manera, apareció como Mindy Sterngood en Tremors, papel que volvió a interpretar en Tremors 3: Back to Perfection, la cual fue estrenada directo a video. Desde entonces, ha aparecido en cintas como Angus, donde interpretó a una chica bulímica, así como en episodios de televisión de The Golden Girls, Empty Nest y Boy Meets World.
Además, apareció en el video musical de la canción Brick, de la banda Ben Folds Five, donde interpretó a una estudiante de preparatoria que tiene un aborto. Richards apareció asimismo en el ejemplar de septiembre de 2006 de la revista británica Empire, en donde discute sobre un eventual retorno a la actuación.